# Дерев'яні хрести (фільм)
«Дерев'яні хрести» (фр. Les croix de bois) — французька воєнна драма 1932 року, поставлена режисером Реймоном Бернаром за однойменним романом Ролана Доржелеса 1919 року.

## Сюжет
Франція 1916 року, «окопна війна». Одіссея Жильбера Демаші, студента юрфаку, що пішов добровольцем на фронт; Сульфара, заводського робітника, що взяв над ним шефство відразу після його прибуття на передову; капрала Бреваля, який був кондитером у цивільному житті, а тепер безуспішно чекає листа від дружини; та їх товаришів. Одного разу вночі вони чують удари копаниці під окопом: німці закладають міну. Солдатам не можна покидати пост. Через дві доби приходить зміна. Через п'ятнадцять хвилин після того, як рота покидає окоп, міна вибухає, забравши життя п'ятнадцятьох осіб з нової зміни.
Трохи пізніше рота отримує наказ узяти нападом якесь село. Штурм триває десять днів, частина людей блокована ворогами на кладовищі. Бреваль йде за водою й отримує кулю біля самої криниці. Демаші приносить його на спині. Помираючи, Бреваль проклинає, а потім прощає свою дружину. Усі думають, що помруть на цьому кладовищі, але декому судилося вижити. Після перемоги, яка дається їм титанічним зусиллям, усім ще належить пройти шиком через село.
Перша відпустка, і Сульфар потрапляє в неї. Повернувшись на фронт, він розповідає Демаші, як відвідав його батьків. Звільнення відміняють. Рота облаштовується у новому окопі міцніше. Новий штурм і Сульфар поранений в руку. Йому ампутують два пальці. Демаші поранений далеко від інших. Він намагається протриматися до ночі. Санітари проходять повз і не помічають його. Він помирає в темряві і самотності.

## У ролях
| • П'єр Бланшар    | … | Жильбер Демаші |
| • Шарль Ванель    | … | капрал Бреваль |
| • Габріель Габріо | … | Сульфар        |
| • Жан Галлан      | … | капітан Крюше  |
| • Реймон Емо      | … | Фуйяр          |
| • Антонен Арто    | … | В'єбле         |
| • Поль Азаїс      | … | Брук           |
| • Рене Бержерон   | … | Рамель         |
| • Реймон Корді    | … | Вальрон        |
| • Марсель Делетр  | … | сержант Бертьє |
| • П'єр Лабрі      | … | Буф'ю          |

## Знімальна група
- Автори сценарію — Реймон Бернар, Андре Ланг (за романом Ролана Доржелеса 1919 року «Дерев'яні хрести»)
- Режисер-постановник — Реймон Бернар
- Оператори — Жуль Крюжер, Рене Рібо
- Монтаж — Люсьєн Грумберг
- Артдиректор — Жан Перр'є
- Звукорежисери — Реджинальд Кемпбелл, Роджер Лойсель